# Antonio Piscitelli
Antonio Piscitelli (Giovinazzo, 9 giugno 1966) è un ex hockeista su pista e allenatore di hockey su pista italiano.

## Palmarès

### Club

#### Competizioni nazionali
- Campionato italiano: 11

AFP Giovinazzo: 1979-1980
Roller Monza: 1988-1989, 1989-1990, 1991-1992, 1995-1996
Novara: 1996-1997, 1997-1998, 1998-1999, 1999-2000, 2000-2001, 2001-2002
- Coppa Italia: 7

Roller Monza: 1989-1990
Novara: 1996-1997, 1997-1998, 1998-1999, 1999-2000, 2000-2001, 2001-2002
- Coppa di Lega: 3

Novara: 1998-1999; 1999-2000; 2000-2001

#### Competizioni internazionali
- Coppa delle Coppe: 4

AFP Giovinazzo: 1979-1980
Roller Monza: 1988-1989, 1991-1992, 1994-1995